# Беттона
Беттона (італ. Bettona) — муніципалітет в Італії, у регіоні Умбрія, провінція Перуджа.
Беттона розташована на відстані близько 125 км на північ від Рима, 14 км на південний схід від Перуджі.
Населення — 4333 особи (2014).
Щорічний фестиваль відбувається 12 травня. Покровитель — San Crispolto.

## Демографія
Населення за роками:

Станом на 1 січня 2023 року в муніципалітеті офіційно проживали 374 іноземці з 46 країн, серед них 129 громадян країн Євросоюзу та 10 громадян України.

## Сусідні муніципалітети
- Ассізі
- Бастія-Умбра
- Каннара
- Коллаццоне
- Дерута
- Гуальдо-Каттанео
- Торджано